# 931
سنة 931 م كانت سنة بسيطة تبدأ يوم السبت (الرابط يظهر نموذج التقويم الكامل للسنة) من التقويم اليولياني.

## مواليد
- أبو سليمان الخطابي
- تاكسوني من المجر

## وفيات
- ابن مسرة
- خيمينو غارسيز
- ستيفان السابع
- كريستوفر ليكابينوس
- محمد بن الفضل البلخي